# شهرستان تویسرکان
شهرستان تویسرکان یکی از شهرستان‌های جنوبی استان همدان در ایران است. مرکز این شهرستان شهر تویسرکان است. تویسرکان در جنوب کوه الوند و شهر همدان واقع شده است در کتیبه های آشوری تیگلات پیلسر سوم که به حدود سال 737پیش از میلاد ضمن بر شمردن فتوحات و نواحی غارت کرده اش در نواحی ماد مرکزی در این ناحیه در کنار بیت کاپسی (وفس) از شهری به نام تادی روتا(دارای نهر نیرومند) نام برده شده است که به وضوح مطابق همان رودراور (تویسرکان) است.
شهرستان تویسرکان با مساحتی معادل ۱٬۵۵۶ کیلومتر مربع، ۷‎٫۹۸ درصد از مساحت استان همدان را دربرگرفته است. مختصات جغرافیایی آن بین مدار ۳۴ درجه و ۲۰ دقیقه تا۳۴ درجه و ۴۸ دقیقه عرض شمالی و ۴۸ درجه و ۵ دقیقه تا ۴۸ درجه و ۳۸ دقیقه طول شرقی است. تویسرکان یکی از شهرهای بسیار کهن و باستانی ایران است که قدمتش به ۳ تا ۴ هزار سال پیش می‌رسد. نام اولیهٔ این سرزمین زورآور یا رودآور بوده که در حال حاضر از این نام روستایی به نام رودآور در ۷ کیلومتری جنوب غربی شهر تویسرکان باقی مانده است. برخی معتقدند تویسرکان از ۲ قصبهٔ توی و سرکان تشکیل شده که سرکان فعلاً در ۲ کیلومتری شمال شهر وجود دارد و توی هم همان تویسرکان کنونی است. پرویز اذکایی یکی از مورخان نامی همدان در همدان‌نامه‌اش دربارهٔ وجه تسمیهٔ تویسرکان آورده است: نخست باید معنای اسم توی را دانست که تنها با اسم قریهٔ توبین میان ده‌های موبین و برفین در ناحیهٔ قدیمی ماوشان همدان یا امامزاده کوه کنونی قابل مقایسه است و شاید به معنای درون و اندرون یا ته و توی باشد.

## تقسیمات کشوری
- بخش قلقل‌رود
  - دهستان قلقل‌رود
  - دهستان کمال‌رود
  - دهستان میان‌رود

نقاط شهری: فرسفج
- بخش مرکزی
  - دهستان حیقوق نبی
  - دهستان خرم‌رود
  - دهستان سیدشهاب
  - دهستان کرزان‌رود

نقاط شهری: تویسرکان و سرکان

## آب و هوا و مشخصات جغرافیایی
این شهرستان در مختصات ۳۴ درجه و ۲۰ دقیقه تا ۳۴ درجه و ۴۶ دقیقه عرض جغرافیایی و ۴۸ درجه و۳ دقیقه تا ۴۸ درجه و ۳۵ دقیقه طول جغرافیایی واقع شده است و از شمال به شهرستانهای همدان و اسدآباد و قسمت کمی هم به شهرستان بهار از مشرق به ملایر از مغرب به کنگاور واز جنوب به شهرستان نهاوند محدود است. بلندترین نقطه این شهرستان قله الوند با ارتفاع ۳۵۷۴ متر است که فصل مشترک این شهرستان و شهرستان همدان است و پست‌ترین نقطه آن نیز روستای کارخانه با ارتفاع ۱۵۵۵ متر است و ارتفاع متوسط آن از سطح دریا ۱۷۸۴ متر است. این شهرستان به دلیل کوهستانی بودن و مرتفع بودن دارای آب و هوای معتدل کوهستانی است و رودخانه‌های مهم آن قلقل رود. کرزان رود. سرکان رود؛ و سرابی هستند؛ که مازاد آب آنها پس از آبیاری زمین‌های کشاورزی مسیر خود به رودخانه گاماسیاب می‌ریزد. شهرستان تویسرکان با مساحت ۱۵۵۶ کیلومتر مربع از ۳ شهر تویسرکان. سرکان. فرسفج و ۲ بخش: مرکزی و قلقل رود و ۷ دهستان و ۱۱۱ روستا تشکیل شده و طبق سرشماری سال ۱۳۷۵ دارای ۱۱۸۹۵۴ نفر جمعیت و تراکم نسبی ۷۴/۴ نفر در هر کیلومتر مربع است.

## مردم‌شناسی
اکثریت قاطع مردم شهرستان تویسرکان و روستانشینان آن از طوایف لر و لرتبار می‌باشند، همچنین بافت قومی شهر تویسرکان عمدتاً از اقوام لر تشکیل شده.مردم این شهر را قوم لر تشکیل می‌دهند که به زبان لری تویسرکانی سخن می‌گویند.اکثریت مطلق مناطق شهرستان تویسرکان به لری تکلم می‌کنند.علی حصوری گویش مردم تویسرکان را از گویش‌های زبان لری معرفی می‌کند.استانداری استان مرکزی از این گویش را لری تویسرکانی همانند ملایری و نهاوندی و بروجردی از گویش‌های زبان لری ذکر می‌کند.خبرگزاری تویسرکان گویش تویسرکانی را از گویش‌های زبان لری معرفی می‌کند.به‌طور کلی مردم نهاوند و تویسرکان و ملایر دارای قومیت و ریشه مشترک لر می‌باشند و به زبان لری تکلم می‌کنند.

## مسافت تویسرکان با مراکز استان ها[۱۵]
| شهر مقصد | فاصله(KM) | زمان تقریبی سفر |
| -------- | --------- | --------------- |
| تهران    | ۳۹۲       | ۴:۳۲ ساعت       |
| مشهد     | ۱۲۴۵      | ۱۳:۱۱ساعت       |
| اصفهان   | ۴۳۶       | ۵:۳۸ساعت        |
| کرج      | ۴۰۹       | ۴:۴۰ساعت        |
| تبریز    | ۶۵۸       | ۷:۴۰ساعت        |
| کرمانشاه | ۱۹۲       | ۲:۲۷ساعت        |
| قم       | ۲۹۳       | ۳:۳۶ساعت        |
| شیراز    | ۹۲۷       | ۱۰:۴۵ساعت       |
| اهواز    | ۵۵۲       | ۶:۵۹ساعت        |
| ارومیه   | ۵۸۵       | ۸ساعت           |
| ساری     | ۶۶۳       | ۸:۵۰ساعت        |
| رشت      | ۴۵۹       | ۶:۱۴ساعت        |
| اراک     | ۱۵۹       | ۲:۱۳ساعت        |
| کرمان    | ۱۱۴۶      | ۱۲:۳۵ساعت       |
| اردبیل   | ۵۲۵       | ۸:۱۱ساعت        |
| گرگان    | ۷۷۹       | ۹:۵۰ ساعت       |
| همدان    | ۵۸        | ۱:۲۲ ساعت       |
| خرم‌آباد  | ۲۱۷       | ۳:۰۷ ساعت       |
| قزوین    | ۳۰۲       | ۴ ساعت          |
| زنجان    | ۳۷۱       | ۴:۴۸ ساعت       |
| یزد      | ۷۸۵       | ۸:۴۲ساعت        |
| زاهدان   | ۱۶۴۴      | ۱۷:۴۹ ساعت      |
| بندرعباس | ۱۴۴۵      | ۱۵:۳۰ ساعت      |
| بوشهر    | ۹۹۷       | ۱۲ ساعت         |
| سمنان    | ۵۷۶       | ۶:۳۰ساعت        |
| بجنورد   | ۱۰۷۸      | ۱۲:۳۰ ساعت      |
| بیرجند   | ۱۳۰۴      | ۱۴:۲۷ ساعت      |
| سنندج    | ۲۳۶       | ۳:۱۳ ساعت       |
| ایلام    | ۳۱۶       | ۴:۱۵ ساعت       |
| شهرکرد   | ۴۱۶       | ۵:۴۵ ساعت       |
| یاسوج    | ۷۰۰       | ۹:۲۵ ساعت       |

## زراعت و صنعت و معدن شهرستان
- زراعت و باغداری اگرچه بیشتر ایرانیان تویسرکان را همراه با محصول گردوی آن می‌شناسند و این شهر به خاطر وجود گردوهای خوب و مرغوبش معروف شده است اما قابلیت‌های فراوان دیگری نیز در این شهر وجود دارد که هریک به نوبه خود بر رشد استعدادها و توانمندی‌های این دیار و افزایش سطح اقتصاد، درآمدزایی و جذب توریست برای شهرستان تویسرکان می‌توانند مؤثر باشند. در ترکیب محصولات سالانه تویسرکان می‌توان به گندم، جو، علوفه، حبوبات، محصولات جالیزی، سیب زمینی، گردو، سیب، آلو، هلو، گلابی و… اشاره کرد. گفتنی است، گردو محصول عمده صادراتی این شهرستان به سایر کشورها محسوب می‌شود.
- صنعت و معدن همچنین در تویسرکان معادن سنگ از جمله سنگ چینی، سنگ گرانیت، سنگ گچ، سنگ مرمر، سنگ آهک و سیلیس به وفور یافت می‌شود. در سال ۱۳۸۲ در این شهرستان تعداد ۱۷ معدن با اشتغالزایی ۱۵۰ نفر و میزان ذخیره مواد معدنی یک میلیون و ۴۲۵ هزار و ۵۰۰ تن و سطح پوشش ۶۸‎/۸۳ کیلومتر مربع وجود داشته است.
- عمده‌ترین قابلیت‌ها و نقاط قوت تویسرکان نیمه شمالی شهرستان تویسرکان دارای موقعیت مناسب آب و خاک برای توسعه باغ‌ها به‌ویژه گردو است. از مجموع ۵ هزار و ۷۰۰ هکتار باغ‌های موجود، ۳ هزار و ۴۰۰ هکتار به گردو اختصاص دارد که یکی از اقلام مهم صادراتی شهرستان است. تولید سالانه گردو بالغ بر ۶ هزار و ۸۶۲ تن بوده که ۳۵‎/۲ درصد تولید گردوی استان را شامل می‌شود. در شهرستان تویسرکان یک شهرک صنعتی در آریکان، یک ناحیه صنعتی در فرسفج و ۲ مجتمع صنعتی در روستاهای اشترمل و جیجانکوه وجود دارد. وجود مواد خام و اولیه مانند معادن انواع سنگ‌های تزیینی از جمله گرانیت، سنگ سیاه و سنگ سیلیس نیز از مواردی است که بر قابلیت‌های صنعتی تویسرکان می‌افزاید. وجود مواد اولیه لازم برای منبت کاری و نجاری مانند چوب مرغوب درختانی نظیر گردو و وجود کانون‌های خودجوش منبت کاری در این منطقه حائز اهمیت است. نیروی ماهر در صنایع دستی و روستایی همچون قالیبافی، جاجیم بافی، سفالگری و منبت کاری در کنار جاذبه‌های تاریخی، طبیعی و فرهنگی قابل توجه هستند. علاوه بر این، این شهرستان دارای آب و هوایی مناسب و باغ‌های سرسبز و وسیع و جاذبه‌های طبیعی کم‌نظیر است.[۱۶]

## صنایع دستی شهرستان
- صنایع دستی شاغلان صنایع دستی این شهرستان در رشته‌های مصنوعات چوب و قالیبافی فعالیت می‌کنند. منبت کاری از صنایع دستی در خور اهمیت این شهرستان است. بافت گلیم و گیوه نیز از دیگر صنایع دستی مهم این شهرستان محسوب می‌شوند که ارزش صادراتی دارند. با توجه به اینکه صادرات فرش‌های دستی تویسرکان از دیرباز دارای اهمیت ویژه ای بوده است، در این بخش به‌طور مختصر گذری کوتاه بر فرش تویسرکان خواهیم داشت.
- فرش در تویسرکان اگر نه در شهر، بی تردید در روستاهای تویسرکان به دلیل وجود زمستان‌های پربرف و روستاهای دور از دسترس و وجود پشم و پنبه فراوان، از قدیم قالیبافی وجود داشته است. وجود فرش‌های نسبتاً مرغوب با نقوش و رنگ آمیزی‌های زیبا که متجاوز از ۱۰۰ سال عمر دارند، نشان از فرش بافی مطلوب و با ارزش در برخی روستاها یا مناطقی که دارای خان و ارباب بوده‌اند، دارد. بنابر برخی نقل قول‌ها، حمزه اردلان، به دلیل اینکه از خان‌های بزرگ تویسرکان بوده است استاد یوسف نامی را از تبریز برای بافت فرش می‌آورد. او بنیان‌گذار نوعی فرش بافی مرغوب در برخی از روستاها به‌خصوص روستای فتح‌آباد می‌شود. بی شک خامه‌ها و نخ‌های مورد مصرف در طول سال‌ها، با دست ریسیده شده و با رنگ‌های طبیعی محلی رنگ می‌شده است که امروزه نیز نمونه‌های زیبایی از این نوع پشم و رنگ آمیزی را در برخی از فرش‌های قدیمی شاهد هستیم. به‌طور کلی فرش بافی در تویسرکان عمدتاً روستایی است و بافندگان شهر بیشتر مهاجر و زن هستند. گره فرش از نوع ترکی است. فرش‌های روستایی دارای اشکال ساده و ابتدایی هستند که در آنها پرنده و حیوانات نیز دیده می‌شود، قالی‌ها درشت بافت و گوشتی و دارای پرز بلند و غالباًیک پود هستند. بافندگان روستایی به علت سقوط کیفیت فرش از نظر جنس و رنگ و نقوش اصلاح نشده (تکراری و غلط بافی) و نبود آموزش معمولاً فقیر هستند. برخی از روستاهای مهم قالیبافی عبارتند از: روستای بیرده (ابودردا)، اشتر مله، سیادره، پیرپازول، شهرستانه، گل زرد، تخته گلی، تخته سفید، بابا کمال و یعقوب شاه. معروف‌ترین نقشه تویسرکان به نام اصادوقی (آقا صادقی) بنابه اظهار اهالی از روستای ابودردا سرچشمه گرفته است و همچنین نقشه مالیچه (که اژدر نیز نامیده شده) و نقشه دارایی (که همان اصادوقی است) و نقشه زاغه که مربوط به ۲ روستای ابودردا و مالیچه و روستای زاغه است، قالیبافی نسبتاً خوبی دارند. فرش‌های تولیدی در این منطقه از ۲ متر تا ۱۲ مترمربع هستند.[۱۶]

## فرهنگ و هنر و گردشگری شهرستان
- فرهنگ و هنر و گردشگری در این شهرستان تعداد ۱۶۷ مکان مذهبی شامل اماکن متبرکه، امامزاده و حسینیه وجود دارد. یک واحد سینما نیز در تویسرکان فعالیت می‌کند. تعداد جاذبه‌های گردشگری در این شهرستان ۵۷ مورد است که حدود یک چهارم کل اماکن گردشگری استان همدان را به خود اختصاص داده است. همچنین در این شهرستان یک هتل به گردشگران خدمات ارائه می‌دهد.[۱۷]

## آرامگاهحبقوق نبی
- حیقوق هشتمین نبی از دوازده نبی صاحب کتاب بنی اسراییل در عهد عتیق، و معاصر با دانیال نبی است. وی حدود ۲۷۰۰ سال پیش می‌زیسته و نگهبان معبد بزرگ یهودیان در اورشلیم بوده است. حدود سال ۵۹۰ قبل از میلاد، بخت‌النصر، پادشاه کلده به اورشلیم حمله کرد و یهودیان زیادی را به قتل رساند و نزدیک به بیست هزار نفر از آنان را اسیر و به شهر بابل پایتخت کلده (که نزدیک بغداد فعلی قرار داشت) انتقال داد. حیقوق در بین این زندانیان بود و مدت طولانی در زندان به سر برد. حبقوق نبی

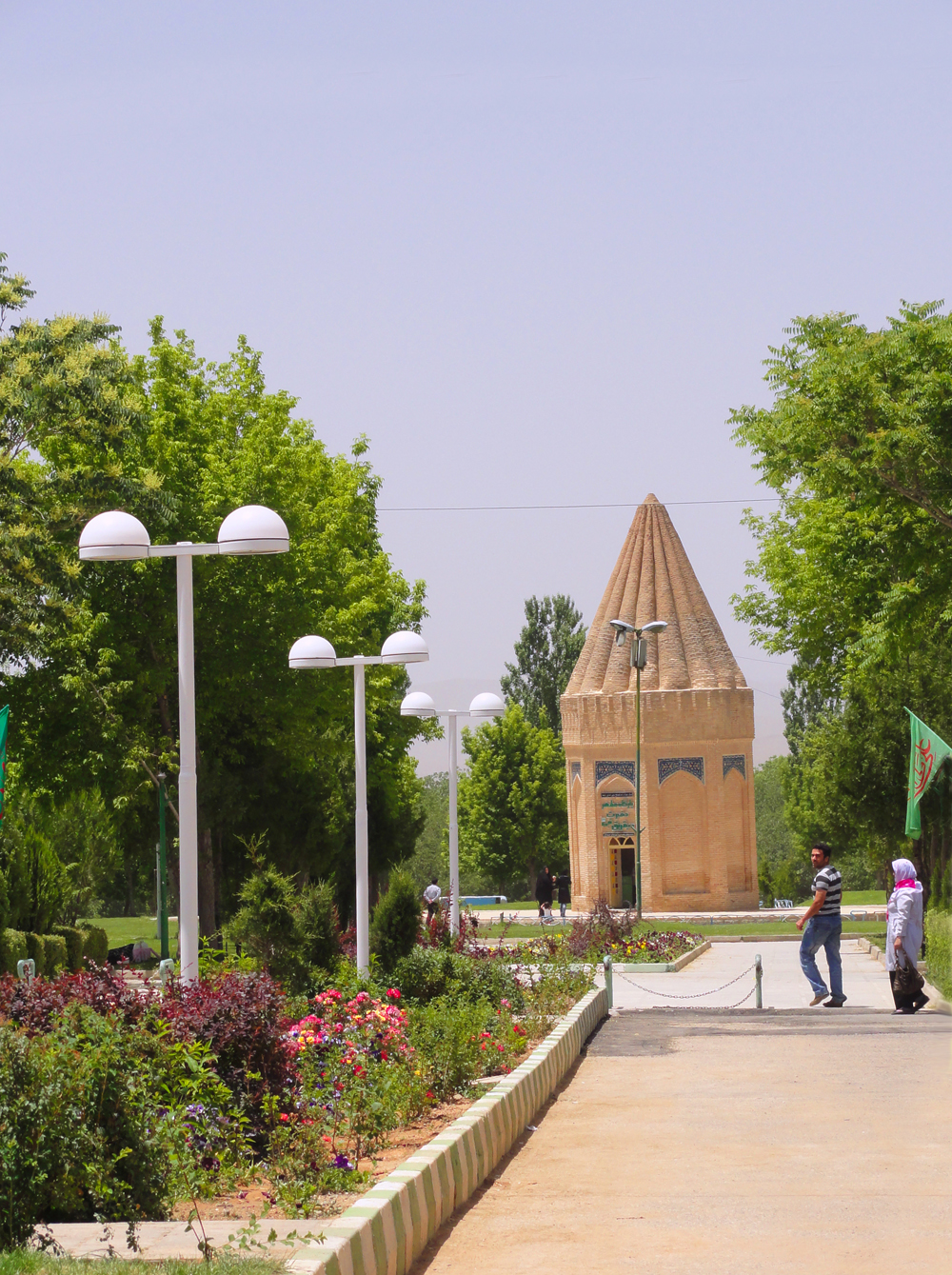
حبقوق نبی

در سال ۵۴۸ قبل از میلاد کورش بزرگ پادشاه ایران به کلده حمله کرد و در جنگی طولانی لشکریان کلده را شکست داد، بابل را تصرف کرد و طی فرمانی دستور آزادی کلیه اسیران و زندانیان یهود را صادر نمود. پس از آزادی از بند اسارت بابلیان، حیقوق به ایران مهاجرت کرد و در شهر تویسرکان (رودآور) ساکن شد و در همین شهر درگذشت.
آرامگاه حیقوق در تویسرکان طی قرون متمادی چندین بار بازسازی شده است و آخرین بار توسط محمدعلی‌خان میرزایی (ملک جمشید) در سال ۱۳۴۰ هجری شمسی بازسازی شده است. ساختمان بنای آن مربوط به پیش از تسلط اسلام بر ایران است و در زمان سلاطین اسلام یک قسمت از طبقه فوقانی آن ریخت و بنای فعلی در زمان سلجوقیان بنا شده است. در شمال آن تپه مختصری از باقیمانده مسجد وجود دارد و این‌طور که بر می‌آید دارای ۴ برج و دیوار بوده و نشانه‌هایی از آن هنوز باقی است. این آرامگاه یکی از قدیمی‌ترین آثار تاریخی ایران محسوب می‌شود. هم‌اکنون آرامگاه زیارتگاه اهالی شهرستان تویسرکان و اقلیتهای دینی سایر شهرهای ایران می‌باشد.

## آرامگاهمیررضی الدین آرتیمانی
رضی‌الدین آرتیمانی شاعر معروف عصر صفویاست وی در۳۰ سالگی به دربار شاه عباس صفوی راه می‌یابد؛ که برای مدتی از میرزایان شاه عباس صفوی نیز بود و به همین دلیل او را «میر» یا «میرزا» رضی الدین می‌نامند.
وی در سال ۱۵۷۰ میلادی در شهرستان تویسرکان (روستای آرتیمان) به دنیا آمد. برای تحصیل به همدان و نزد میر مرشد بروجردی رفت؛ و پس از مدت اندکی به دربار شاه عباس راه یافت و از میرزایان شاه بود. او همچنین داماد خاندان صفوی بوده است.

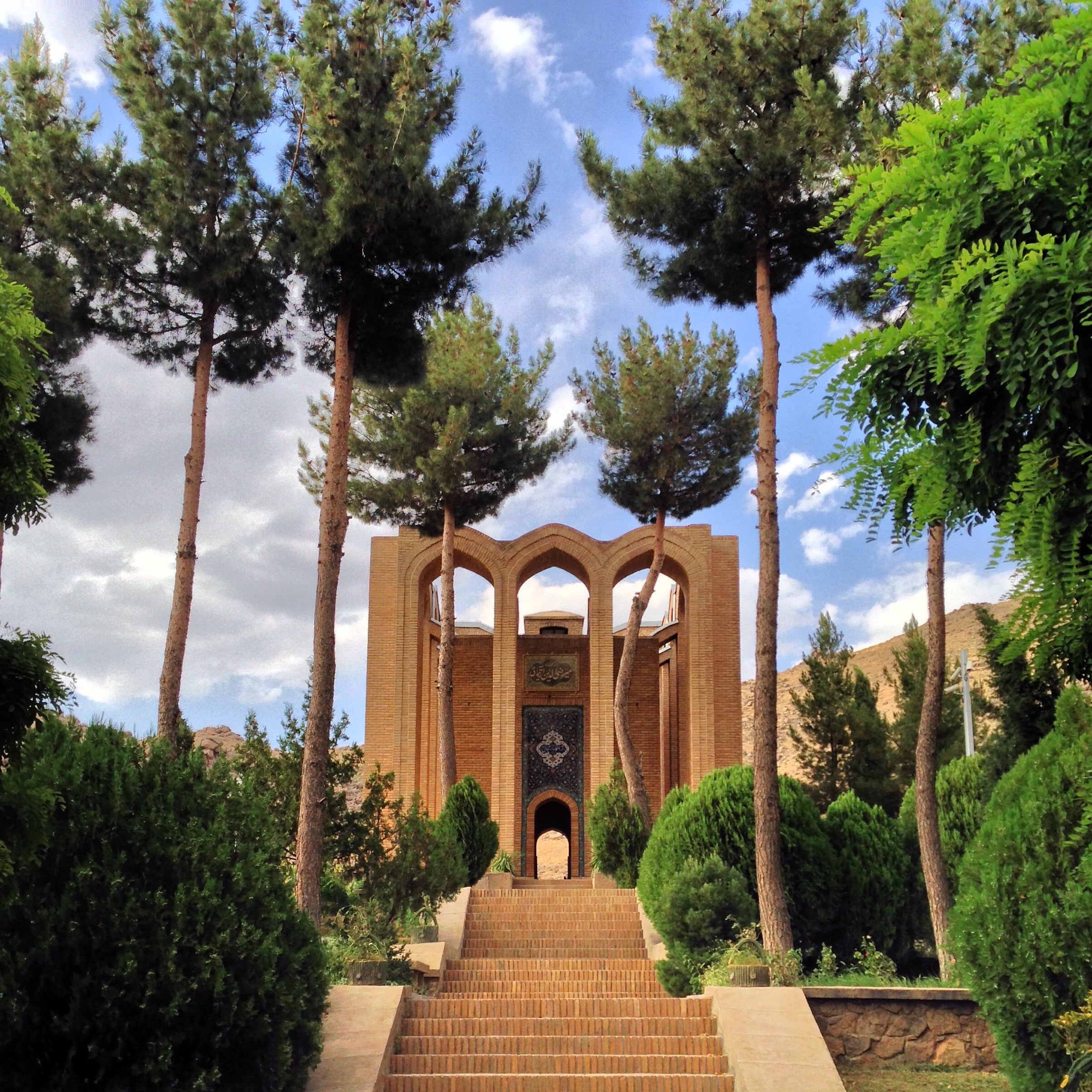
رضی الدین آرتیمانی

رضاقلی‌خان هدایت در مورد میر رضی چنین نوشته است: سیدی است صاحب ذوق و حال عرفانی با افضال در معارف الاهیه مسلم آفاق و در مدارج حقانیه در عالم طاق.
ار میر رضی حدود ۱۲۰۰ بیت شعر (در قالب‌های گوناگون) به‌جای مانده است که ساقی نامهمشهورترین آن است؛ که با این بیت آغاز می‌شود:
| الهی به مستان میخانه‌ات |  | به عقل آفرینان دیوانه‌ات |

وی پس از مدتی به وطن خود بازگشت و نهایتاً در سال ۱۶۲۷ میلادی در تویسرکان چشم از جهان فروبست. مدفن وی در دامنه کوهی مشرف به شهر و در جایی به نام همینه یا هیمنه قرار گرفته که در محل خانقاهش واقع شده و دارای استراحتگاه نیز می‌باشد.
آثار:ساقی‌نامه | سوگندنامه | گوهر عشق | غزلیات | قصاید | رباعیات | ترجیع بند | مقطعات | مفردات
دیوان اشعار این شاعر نامی به کوشش محمدعلی امامی یکی از فرهنگیان چاپ و منتشر شده است. تنها اثر به‌جای مانده از میر رضی الدین آرتیمانی ۱۲۰۰ بیت شعر است؛ که ساقی نامه و سوگند نامه او در دنیا بی نظیر می‌باشد فرزند او ابراهیم ادهم است که در هند مدفون گردیده است که او نیز شاعری را از پدر به ارث برده است این بنا در فهرست آثار ملی کشور به ثبت رسیده است و زیر نظر سازمان میراث فرهنگی نگهداری و حفاظت می‌شود.

## یدالله مایل تویسرکانی
یدالله مایل تویسرکانی روزنامه‌نگار، شاعر، متخلص به مایل متولد ۱۲۶۳ یا ۱۲۶۵ قمری در تویسرکان در استان همدان است. در زادگاهش و در همدان به تحصیل عقلی و نقلی پرداخت و از کشیشی فرانسوی زبان فرانسه را آموخت. زبان‌های عربی و روسی را نیز فراگرفت. در سال ۱۲۸۳ شمسی در تویسرکان مدرسه‌ای به سبک نوین دایر کرد اما عده‌ای از عوام به تحریک مرتجعین آن را تخریب کردند. در سال ۱۲۹۸ شمسی به تهران رفت و ضمن تدریس به همکاری با مطبوعات پرداخت. یک سال و نیم بعد به ریاست فرهنگ بابل منصوب شد. در ۱۳۰۲ شمسی سرپرستی مدارس ایرانی در قفقاز را عهده‌دار گردید. پس از سوء قصد به جان وی، مدارس قفقاز از سوی دولت ایران تعطیل شد و ناچار به تهران بازگشت. در سال ۱۳۰۶ به ریاست معارف مازندران منصوب شد و در سال ۱۳۱۴ با همین منصب به کرمان رفت. چند سالی نیز روزنامه شفق سرخ را اداره کرد. شعرش در قالب‌های سنتی است. حدود ۲۰۰۰۰ بیت شعر سروده است و چند اثر ترجمه نیز از او چاپ شده است. او در سال ۱۳۲۹ شمسی درگذشت.

## طبیعت بسیار زیبای کمر بسته سرکان/ کهنسال‌ترین درختان چنار
پارک جنگلی کمر بسته یکی از جاذبه‌های طبیعی شهر سرکان شهرستان تویسرکان در استان همدان است که انسان را به شگفتی وامی‌دارد. در این پارک شش اصله درخت چنار وجود دارد که گفته می‌شود کهنسال‌ترین درختان چنار جهان می‌باشند.
شش اصله درخت چنار کمر بسته پیرامون دایره ای به شعاع حدود سه متر کنار هم روییده‌اند و طول محیط تنهٔ هر یک از پنج اصله، حدود هفت متر و دیگری که کوچکتر به نظر می‌رسد، حدود پنج متر می‌باشد؛ که با ساقه ای صاف و مستقیم در حدود ۳۰ متر سر به فلک کشیده‌اند.
بن درختان با انجام عملیات عمرانی با خاک پوشیده شده‌اند. با توجه به نحوهٔ استقرار و رویش این چنارها، برخی از صاحب نظران بر این باورند، که درختان چنار موجود در واقع شاخه‌هایی می‌باشند که در اطراف بن یک چنار کهنسال که چندین قرن پیش قطع شده روییده‌اند.
اگر این نظریه درست باشد، چنار اصلی بسیار کهنسال بوده و شاید قدمتی معادل سرو ابرقو که بیش از ۳۵۰۰ سال قدمت دارد و کهنسال‌ترین درخت جهان است، داشته باشد و در آن صورت کهنسال‌ترین درخت چنار موجود خواهد بود. بدیهی است صحت و سقم این نظر منوط به بررسیهای بیشتر و دقیق علمی توسط کارشناسان مربوطه می‌باشد. متأسفانه یکی از درختان چنار به دلایلی قطع شده است و اکنون در حقیقت پنج اصله درخت چنار در کنار یکدیگر قد علم کرده‌اند.
بر اساس کتاب معروف مرآت البلدان نوشته اعتماد السلطنه و گنج دانش اثر محمد تقی حکیم ابوالمحجن ثقفی یکی از سرداران سپاه اسلام بوده که ابتدا در جبهه کفار علیه سپاهییان اسلام می‌جنگیده ولی در سال نهم هجری خود و قبیله اش به اسلام گرویده‌اند.
وی در جریان آخرین جنگ اعراب با ایران معروف به جنگ نهاوند به عنوان یکی از سرداران سپاه اسلام حضور داشته که پس از مجروح شدن در حاشیه رود سرکان در کنار دره سر سبز و با صفا دفن می‌شود که درحال حاضر این محل به پیر کمر بسته شهرت دارد. این مکان در میان انبوهی از درختان چنار تبریزی، نارون، گردو و سروقرار گرفته و از لحاظ لطافت هوا و چشم‌اندازهای طبیعی بسیار جالب توجه است.

## کاروانسرای شاه عباسیفرسفج
بنای تاریخی فرهنگی کاروانسرای شاه عباسی فرسفج در ۱۵ کیلومتری مسیر تویسرکان - اسدآباد و کرمانشاه و در کنار شهر فرسفج احداث شده است. این کاروانسرا در سالهای ۱۰۳۸ تا ۱۰۶۵ به سبک معماری دوره صفویه با پلانی تقریباً مستطیل شکل و مساحت ۴۰۰۰ متر مربع ساخته شده است. این بنا با کوشش میراث فرهنگی از سال ۱۳۷۰ در حال مرمت و احیا است و به شماره ۱۹۷۰ در سال ۱۳۷۶ به ثبت آثار ملی رسیده است.
ایرانیان همان اقوامی بودند که از مسافران با رغبت تمام و به‌طور رایگان پذیرایی می‌کردند. در عصر صفویان یکباره کاروانسرا سازی همراه با نوآوری و تزئینات داخلی و کتبیه‌ها، رشد فراوان پیدا کرد که البته در این امر، فزون بر نقش اقتصادی، ایجاد تسهیلات در امر زیارت شیعیان از اماکن مقدس مذهبی هم نقش عمده داشته است.
مشهور است که شاه عباس اول نزدیک به هزار کاروانسرا ساخته است. به‌طوری که امروز در هر منقطه از ایران کارونسرای شاه عباسی به چشم می‌خورد که بیشترشان در مسیر حرم رضا به سوی مشهد یا در مسیر عتبات عالیات به سوی کربلا و نجف قرار دارند. کم‌کم کاروانسراها با جا به جایی حکومت‌ها و تغییر مسیرهای اصلی و همچنین جایگزین شدن مهمان خانه‌ها، مسافرخانه‌ها و هتل‌ها به دور از هر معنویت تاریخی و فرهنگی، یکی پس از دیگری به صورت ویرانه درآمدند.
اما در دوران حکومت شاه عباس صفوی به منظور ایجاد امنیت و تسهیلات سفر و توسعه تجارت در بیشتر نقاط کشور جاده‌هایی ساخته شده و در مسیر آن‌ها کارونسراهایی احداث شد؛ که یکی از این کاروانسراها، کارونسرای شاه عباسی فرسفج است که در ۲۰ کیلومتری مسیر تویسرکان به کنگاور در حاشیه این جاده و در مجاورت شهر فعلی فرسفج احداث شده است.
این کاروانسرا عمدتاً محل استراحت مسافران و کاروان‌هایی بوده که به قصد تجارت، زیارت به غرب کشور و عتبات عالیات عراق سفر می‌کردند. در این کاروانسرا امکاناتی برای چهارپایان و بارهایشان و قسمت‌هایی نیز برای استراحت و خواب کاروانیان اختصاص داده شده بود که پس از گذارنیدن شب به صبح روز بعد مجدداً به حرکت خود ادامه می‌دادند. ساختمان این کاروانسرا در فاصله سال‌های ۱۰۰۶ تا ۱۰۳۸ هجری قمری و به سبک معماری دوره صفویه ساخته شده است و مساحت آن حدود چهار هزار متر مربع است.
در کتاب «نگینی بر جاده عتبات» در خصوص نقش کارونسرای فرسفج در مسیر عتبات آمده است: این کاروانسرا در جاده عتبات تویسرکان با قدمتی بسیار طولانی در حدود دو هزار و ۶۰۰ سال و در همسایگی پایتخت مادها و هخامنشیان از موقعیت ویژه ای برخوردار بوده است. قرار گرفتن آن در جوار راه شاهی یعنی همان راهی که پایتخت تابستانی را به پاسارگارد در جنوب ایران متصل می‌کرده است، اهمیت این منطقه را دوچندان می‌کند زیرا منطقه ای خوش آب و هوا بوده و معطر و دلپذیر که دل‌های مشتاقان به معرفت و عرفان را به این سو می‌کشانیده است. بعد از ورود اسلام به ایران تویسرکان اهمیت ویژه خود را حفظ کرده است، مأمنی بوده آرام و آسوده و مکانی برای استراحت و آسایش و مقتضای چنین طبیعتی وجود اندیشمندان و خوش فکران و سخنوران و شعرا و ادبیان است که راهیان کوی حسینی را بدین سوی می‌خوانده است و برای رفتن به عتبات ترجیح می‌دادند که از تویسرکان بگذرند و چند روزی را در جوار عالمان و فهیمان به تفرج در بوستان‌های معرفت و عرفان بگذرانند.
آنچه طبق شواهد و اسناد مشهود است اینکه کارونسرای فرسفج نگینی بوده بر جاده عتبات که راهیان کوی حسینی در این‌جا اقامت گزیده و از آن جا راهی دیار عرب می‌شدند. این کاروانسرا به‌طور قطع در مسیر راه اصلی بوده است چون همان‌طور که «راجر سیوری» در کتاب ایران عصر صفوی عنوان کرده، کاروانسراها در مسیر راه اصلی ساخته می‌شدند.

## خانه اقتداری
خانه رضا محمودی (اقتداری) در صد و پنجاه سال پیش در دوران قاجار در بافت قدیمی شهر تویسرکان احداث گردیده است. سبک بنا از نوع حیات مرکزی است یعنی بنا از چهار حیات مرکزی تشکیل شده که هرکدام حکم واحد را دارندنوع مصالح مصرفی بدین شکل است که در نماها ار آجر در دیوارها از خشت و در پایه‌ها از سنگ و در سقف‌ها از چوب استفاده شده است.
این بنا مشتمل بر دو طبقه فوقانی و تهتانی است که سقف طبقه همکف با طاقنماهای ضربی مزین شده است که در حقیقت جز تزئینات اصلی بناست در سقف طبقه فوقانی از تیر چوبی استفاده شده در داخل سقف اتاقها با لمبه کوبی با تقسیم بندیهای هندسی و متناسب استفاده شده راه دست رسی به این مجموعه تاریخی فرهنگی از دالانی سر پوشیده که بنا را به دو قسمت تقسیم می‌کند امکان‌پذیر است این دالان به عرض چهار متر و ارتفاع سه از معبر اصلی یعنی شهید یعقوبی امکان‌پذیر است در طبقه فوقانی در بقشاهی از سقف دالان برای احداث ساختمان استفاده شده است مالک بنا شخصی به اسم آقا رضا محمودی بوده که جهت اسکان چهار فرزند خود این بنا را ساخته و سپس به دیگران واگذار نموده.
این مجموعه دارای قناتی اختصاصی بوده که روش کانال سر پوشیده به کلیه حیاط مرکزیها انتقال و حوض آنها را پر می‌کرده و در لطافت محیط و فضای سبز خانه‌ها تأثیر بسزایی داشته است.

## قلعه اشتران

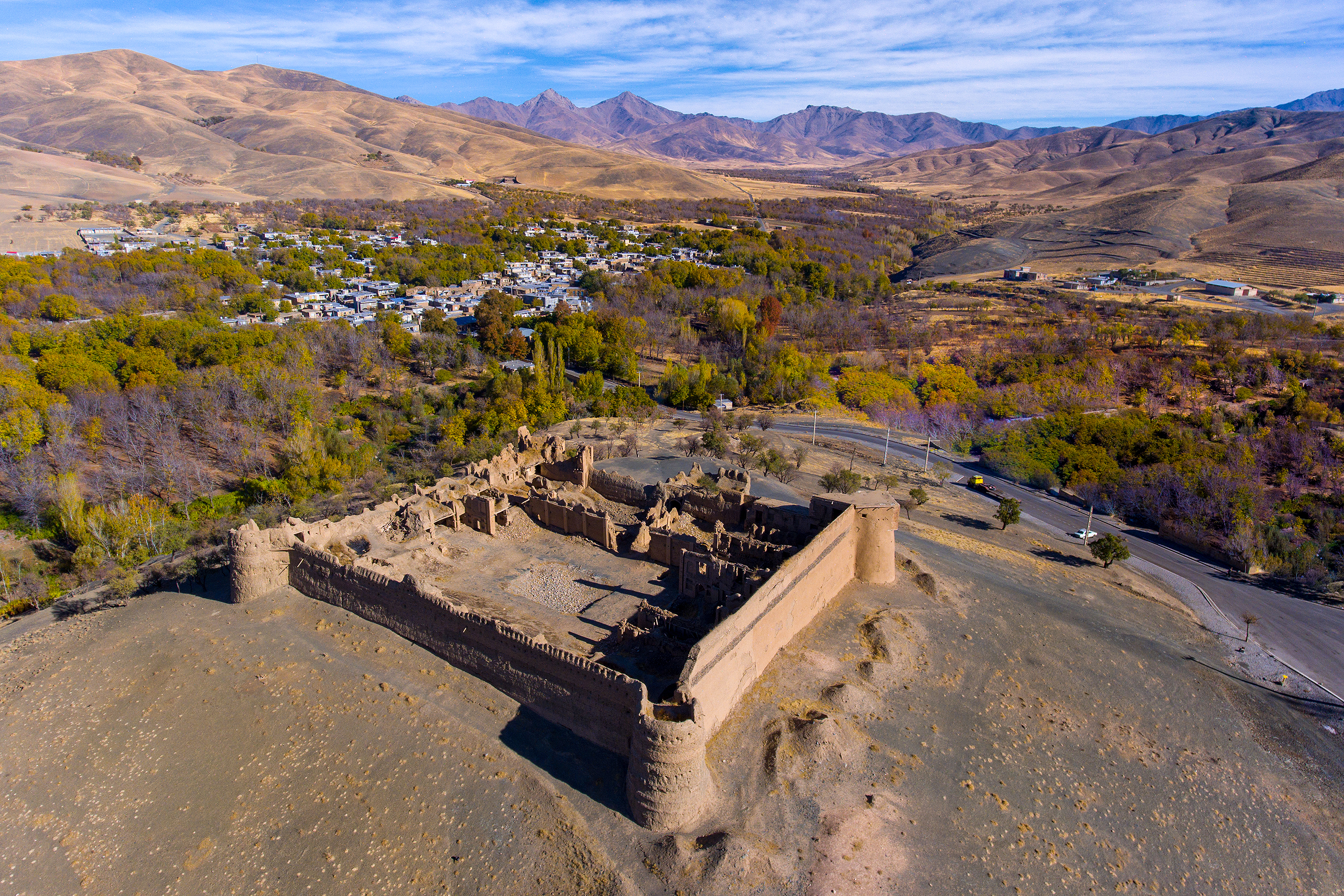
نمایی از قلعه اشتران

قلعه اشتران در دویست سال پیش توسط مراد خان اردلان جد بزرگ خاندان اردلان در روستای اشتران احداث گردیده است این بنا یکی از قلعه‌های به‌جای مانده از دوران قاجاریه در شهرستان تویسرکان است قلعه به لحاظ موقعیت جغرافیایی و وسعت یکی از قلعه‌های نادر در استان همدان می‌باشد.
این قلعه در گذشته یکی از مکانهای زیبا و مهم بوده زیرا یک هکتار زیر بنا دارد که شامل ساختمان حیاط بیرونی و ازطرف شمال حیاط بیرونی و از سمت جنوب ورودی هشتی با راهروی باریک می‌باشد ساختمانهای اندرونی و بیرونی شامل دو طبقه مسکونی و یک طبقه زیرزمین است که جزء طبقه اول محسوب می‌شود در هر طبقه ۱۳ اتاق تزئینی وجود دارد سر در ورودی قلعه دارای یک هشتی بسیار زیبا است که بالای آن ساختمانی شامل چند اتاق به‌عنوان محل نگهبانی وجود دارد که از طریق راهرو به داخل حصار طویله راه پیدا می‌کند در حیاط اندرونی قناتی وجود دارد که در حال حاضر خشک است اما نشان می‌دهد که در گذشته آب شرب قعاه را تأمین می‌نموده است در چهار کنج این قلعه چهار برج مدور وجود دارد که هنگام جنگ دفاع از قلعه را آسان می‌نموده است اثاث بنا بدین شکل است که در دیوارها از چینه و خشت استفاده شده و در نماها از آجر، که آجر کاریها بیشتر حالت تزئینی دارد در سمت شمال این بنا حوض سنگی که در گذشته آب داشته است این بنا در فهرست آثار ملی کشور به ثبت رسیده است و می‌توان از آن به‌عنوان موزه محلی برای جذب توریست استفاده کرد.

## مدرسه شیخ علی خان زنگنه
به دست علی خان زنگنه به دستور شاه سلیمان صفوی در سال ۱۰۹۰ هجری در تویسرکان ساخته شده است. این مدرسه دارای حیاط مستطیل شکل و پلانی چهار ایوانی و یک طبقه است که گرداگرد آن تعداد ۳۶ باب حجره متصل به هم ساخته شده و در گذشته و حال محل تحصیل طلاب علوم دینی بوده و در مرکز شهر تویسرکان کنار بازار سرپوشیده ساخته شده است. در بالای درب ورودی این حوزه ملاحظه می‌شود نام خداوند تبارک و تعالی و اسامی پنج تن (ع) به طرز جالب توجهی با استفاده از کاشیکاری‌های سفید درج شده است کلیه قسمت‌های بنا از آجر و تمامی سقف‌ها با طاق ضربی ساخته شده که از استحکام فوق‌العاده ای برخوردار است.
این مدرسه دارای مسجدی است که در وسط جبهه جنوبی واقع شده است و قرینه همین مسجد در ضلع شمالی احداث گردیده که در حال حاضر از آن به عنوان کتابخانه استفاده می‌شود. در دو قسمت فوقانی نمای بیرونی ایوان مسجد سه ردیف کاشیکاری جلب نظر می‌کند که در بالای آن نوشته شده است: ” قال الله تعالی انما یعمرو مساجد الله من آمن باالله و الیوم الآخر ” و ذیل آن یک بیت شعر به خط نستعلیق دیده می‌شود که تاریخ تعمیر و مرمت مدرسه را با حروف جمل بیان می‌کند که اثر طبع ابوالقاسم نوری است که از شعرای به نام این خطه می‌باشد:
ناطق و صامت پی تاریخ تعمیرش بگوید
نوری از زندان برون آورد الحق یوسفی را
که با احتساب حروف ابجد سال ۱۳۶۱ هجری قمری را مقارن با ۱۳۱۹ شمسی سال تعمیر بنا را نشان می‌دهد. این اثر مهم به شماره ۱۸۶۶ مورخ ۲۱/۲/۷۶ در فهرست آثار ملی کشور به ثبت رسیده است.

## خانه مسعودی
یکی از خانه‌های به جای مانده از محله شاهزادگان خانه مسعودی است. تاریخ ایجاد این اثر ارزشمند بر کتیبه ای که در کنار ورودی شاه نشین طبقه همکف نصب شده سال ۱۲۹۲ هجری قمری را نشان می‌دهد که مبین قدمتی بیش از ۱۳۰ سال است. خانه مسعودی با مساحت ۱۳۲۳ متر مربع در دو طبقه ساخته شده است، در هر طبقه یک اتاق اصلی وجود دارد و در طرفین آن چند اتاق فرعی قرار گرفته که در انتهای هر کدام از این اتاقها، یک اتاقک (انباری، پستو) ساخته شده است.
مهم‌ترین قسمت این اثر تاریخی اتاق شاه نشین طبقه طبقه همکف می‌باشد، تمامی تمامی سقف و دیواره‌های این اتاق پوشیده از گچبری‌ها، آئینه کاری‌ها و نقاشیهایی با روش رنگ و روغن شامل: نقوش گیاهی و انسانی می‌باشد. همچنین تصاویری از پادشاهان ایران باستان (برگرفته از شاهنامه فردوسی) تا دوره قاجاریه که با شیوه گراور ایجاد شده‌اند، در حاشیه فوقانی دیوارهای این اتاق و در میان نقوش گچبری شده به صورت قابهای کوچک قرار گرفته‌اند.
یکی از این تصاویر، تصویری است از شاهزاده قاجاری که کاغذی در دست دارد که بر روی آن نوشته شده است: نامه خسروان؛ و در بالای تصویر، جملهٔ ” گردآورندهٔ این داستان جلال پور فتحعلی شاه قاجار ” به خط نستعلیق نوشته شده است. از دیگر مشخصات این اثر می‌توان به موارد زیر اشاره کرد: سقف تمامی اتاقها به جز اتاق شاه نشین طبقه همکف لمه کوبی شده‌اند، پنجره‌های ارسی این بنا در گذشته‌ای نه چندان دور توسط مالکان بنا تعویض و جای خود را به پنجره‌های ساده داده‌اند، آجر کاری‌های سر در ورودی شاه نشین طبقه همکف و اول از دیگر عوامل تزئینی این بنا محسوب می‌گردد و دیواره‌های حیاط با طاقنماهای متععد مزین شده است.
این بنا نمونه بارزی است از دوره ای که فرهنگ و معماری ایران تحت تأثیر ” فرنگ رفتگان ” قرار می‌گیرد و عناصر فرهنگ و معماری غرب در معماری ایران و البته در سطحی‌ترین لایه آن (تزئینات معماری) جلوه گر می‌شود. این اثر ارزشمند در تاریخ ۲۷/۱۰/۷۷ و به شماره ۲۲۴۶ در فهرست آثار ملی کشور به ثبت رسیده است.

## کوه خان گرمز
کوه و منطقه خانگرمز در میان ۱۶ روستای احاطه شده و از شمال به روستاهای قلقل، گنبله، بهارآب، ترمیانک، هوش و از شرق به روستاهای حاجی‌آباد، سوتلق، قلی لاله بالا و از طرف غرب به روستاهای مین آباد، تقی‌آباد، سازیان، کنجوران سفلی و از طرف جنوب به روستاهای کنجوران علیا و وسطی، قلی لاله پایین و لاشجرد محدود می‌شود.
این منطقه دارای صخره‌ها و پرتگاه‌های مرتفع و صعب العبور است که در معرض فرسایش شدید ناشی از بارندگی و یخبندان قرار دارند و در ضلع جنوبی نیز وجود صخره‌های سنگی و غارهای متعددی چون غار بهرامی، غار مر لرستانی، غار عبدالله خان بر زیبایی آن افزوده است. همچنین در این منطقه دره‌های عمیق و طولانی چون دره تقی‌آباد، دره کفتاران و دره وزم در وجود دارد که آب ناشی از بارندگی و ذوب برفهای منطقه را به پایین دست منطقه هدایت می‌کند.
پوشش گیاهی خان گرمز نیز از گونه‌های متنوع گیاهی تشکیل شده است که به خصوص پس از حفاظتهای چندین ساله محیط زیست از انواع گونه‌های دارای ارزش غذایی بالا و خوش‌خوراک جهت تغذیه دام‌ها مانند بروموس، فستوکا و … گیاهان درختچه ای مانند نسترن وحشی بادامک، زرشک و … نیز در آنجا رویش دارد.

## بازار سر پوشیده تویسرکان
بازار سر پوشیده تویسرکان از آثار به جای مانده از دوران صفویه در شهرستان تویسرکان است که حدود ۳۷۰ سال پیش ساخته شده و در زمان قاجاریه توسط میرزارضاخان کلانتر و ابدال خان مرمت شده است. این بازار مشتمل بر یک راسته اصلی و چهار راسته فرعی که انتهای هرکدام از این راسته‌ها به یک بنای تاریخی دیگر مانند حمام خان، مدرسه شیخ علیخان زنگنه، مسجد باغوار و مسجد جامع ختم می‌شود. این بازارها هر کدام در گذشته مختص صنف خاص بوده و به همان نام معروف و شهرت داشته‌اند.
ساختمان بازار یک طبقه و به صورت یکسان است که با آجر به صورت گنبدی شکل منظم و تقریباً به فاصله چهار متر احداث شده است.

## مسجد جامع تویسرکان بنایی تاریخی در دل بازار
این مسجد، در ضلع غربی بازار سرپوشیده و در حاشیه خیابان شهید باهنر واقع شده و بیش از ۱۰۰۰ متر مربع وسعت دارد.
بنای اصلی آن همزمان با مدرسه شیخ علیخان زنگنه، در عصر صفویه ساخته شده و در سال ۱۲۷۱ هجری توسط همایون امامی، امام جمعه وقت تویسرکان تجدید بنا شده است.
آرامگاه وی نیز در مقابل درب غربی مسجد قرار دارد.
گذشته از بناهای نام برده شده در این گزارش بناهایی زیبا در جای جای این خطه وجود دارد که بازدید از آنها سرگرمی جالبی برای مسافران این دیار خواهد بود. (همان‌طور که مشاهده می‌کنید عکس مربوط به مسجد جامع تویسرکان است که متأسفانه آن طور که یاد از این بنای مذهبی تاریخی حفاظت و نگهداری نمی‌شود)
مسجد زرهان مسجد زرهان با ستونهای آجری و طاقنماهای ضربی و سقفهای گنبدی در کنار حمام زرهان و در محله ای به همین نام جنب امام زاده اسمائیل احداث گردیده بانی این مجموعه با شکوه حاج عنایت جد خاندان باقری و ناظمی می‌باشد که در حدود ۲۰۰ سال پیش مقارن با حکومت قاجاریه احداث گردیده است در حدود نیم قرن پیش استاد کریم رهبر قسمتی در ضلع شرقی این بنا متناسب با بافت معماری این بنا احداث نموده است که به نوع خود ذهن هر گردشگری را به خود معطوف می‌دارد این مجموعه دارای قناتی اختصاصی از گذشته‌های دور بوده و در حال حاضر جاری می‌باشد این بنا به کوشش میراث فرهنگی در فهرست آثار ملی کشور به ثبت رسیده و در سال ۱۳۸۶ توسط اداره میراث فرهنگی مرمت و احیا گردیده است.

## قلعه شاهزادگان (محله شاهزادگان)
دقیقاً در ۱۴۰ سال پیش گروهی از نوادگان عباس میرزا (نایب السلطنه ناکام فتحعلی شاه قاجار) در محله ای به نام قلعه (محله شاهزادگان) در شهر تویسرکان زندگی می‌کردند، قلعه محوطه ای بود تغریبا مستطیل شکل که طول آن از ۴۰۰ متر و عرض آن از ۳۰۰ متر تجاوز نمی‌کرد. اطراف این محوطه با دیوارهای قطور و بلند و تعدادی برج محصور شده بود. بانی این قلعه شیخعلی میرزا معروف به شیخ الملوک فرزند فتحعلی شاه بوده است. این قلعه در ابتدا درب ورودی بزرگی داشته که اول غروب آن را می‌بستند و صبح‌ها اول وقت آن را باز می‌کردند، ولی تدریجاً بر اثر مرور زمان که دیوارها رو به خرابی گذاشت درب بزرگ قلعه را نیز برداشتند بطوریکه از حدود نیم قرن پیش این مکان از حالت قلعه خارج شده بود و به صورت محله ای با چند کوچه باریک درآمده بود که مانند سایر محلات مردم از آنها رفت و آمد می‌کردند.
آثاری از و برجهای قلعه تا حدود ۴۰ سال پیش نیز باقی بود ولی با احداث خیابانهای جدید در اطراف آن فعلاً هیچ‌گونه از آن باقی نیست. داخل قلعه خانه‌های متعددی با محوطه‌های مشجر و ابنیه مجلل وجود داشته که بیشتر آنها به مرور زمان خراب شده‌اند و اکنون معدودی از آنها باقی است.